# Christoph Sauser
Christoph Sauser (Sigriswil, 13 aprile 1976) è un ex mountain biker svizzero.

## Palmarès

### Olimpiadi
- 1 medaglia:
  - 1 bronzo (Sydney 2000 nel Cross-country)

### Mondiali - Mountain bike
- 4 medaglie:
  - 1 oro (Val di Sole 2008 nel Cross-country)
  - 2 argenti (Livigno 2005 nel Cross-country; Rotorua 2006 nel Cross-country)
  - 1 bronzo (Vail 2001 nel Cross-country)

### Mondiali - Mountain bike marathon
- 5 medaglie:
  - 2 ori (Verviers 2007; Montello 2011)
  - 2 argenti (Niederdorf 2008; Selva di Val Gardena 2015)
  - 1 bronzo (Graz/Stattegg 2009)

## Piazzamenti

### Competizioni mondiali
- Campionati del mondo di mountain bike

Château-d'Œx 1997 - XC Under-23: 6°
Mont-Sainte-Anne 1998 - XC Under-23: 2°
Åre 1999 - XC Under-23: 10°
Vail 2001 - XC Elite: 3°
Lugano 2003 - XC Elite: 14°
Les Gets 2004 - XC Elite: 11°
Livigno 2005 - XC Elite: 2°
Rotorua 2006 - XC Elite: 2°
Fort William 2007 - XC Elite: 6°
Belgio 2007 - Marathon Elite: vincitore
Val di Sole 2008 - XC Elite: vincitore
Italia 2008 - Marathon Elite: 2º
Canberra 2009 - XC Elite: 10º
Austria 2009 - Marathon Elite: 3º
Germania 2010 - Marathon Elite: 5º
Champéry 2011 - XC Elite: 8º
Austria 2011 - Marathon Elite: vincitore
Leogang 2012 - XC Elite: 16º
Francia 2012 - Marathon Elite: 4º
Austria 2013 - Marathon Elite: vincitore
Sudafrica 2014 - Marathon Elite: 3º
Italia 2015 - Marathon Elite: 2º
- Giochi olimpici

Sidney 2000 - XC Elite: 3°
Pechino 2008 - XC Elite: 4°

### Competizioni europee
- Campionati europei di mountain bike

Svizzera 2002 - XC Elite: 3°
Belgio 2005 - XC Elite: 5°
Italia 2006 - XC Elite: 2°
Turchia 2007 - XC Elite: 4°
Germania 2007 - Marathon Elite: vincitore
Germania 2008 - XC Elite: 2°
Israele 2010 - XC Elite: 4°
Germania 2013 - Marathon Elite: 2°
Irlanda 2014 - Marathon Elite: vincitore